# Paracobitis maolanensis
Paracobitis maolanensis är en fiskart som beskrevs av Li, Ran och Chen 2006. Paracobitis maolanensis ingår i släktet Paracobitis och familjen grönlingsfiskar. Inga underarter finns listade i Catalogue of Life.